# 李存渥
李存渥（？—926年），后唐太祖李克用之子，生母曹氏，后唐庄宗李存勗同母弟。
同光三年（925年）十二月辛亥，诏封申王。李存渥历任义成、天平二军节度使，都不到藩镇，只住在京师食俸禄。
皇甫暉、趙在禮發動鄴都之變，庄宗到汜水，改李存霸為北京太原府留守，李存渥为河中节度使，诏书没有到达，郭从谦反，發動興教門之變，李存渥跟著庄宗，抗拒叛軍。庄宗中流矢而死，李存渥与刘玉娘皇后逃奔太原，据说路上二人私通。到太原符彦超不纳，李存渥走至风谷，为部下所杀。

## 延伸阅读
[在维基数据编辑]
 《舊五代史·卷51》，出自薛居正《舊五代史》